# Mourera
Mourera é um género botânico pertencente à família Podostemaceae.

## Espécies
- Mourera aspera (Bong.) Tul.
- Mourera fluviatilis Aublet

Pode ser encontrada na Amazónia. É uma planta aquática. A sua flor é cor de rosa. Utilizada em cosmética.
- Mourera weddelliana Tul.